# Fluorn-Winzeln
Fluorn-Winzeln är en kommun i Landkreis Rottweil i regionen Schwarzwald-Baar-Heuberg i Regierungsbezirk Freiburg i förbundslandet Baden-Württemberg i Tyskland. 
Kommunen bildades 1 november 1972 genom en sammanslagning av kommunerna Fluorn och Winzeln.
Kommunen ingår i kommunalförbundet Oberndorf am Neckar tillsammans med staden Oberndorf am Neckar och kommunen Epfendorf.